# Estrada Nacional 99 (Suécia)
| 99 |

A Estrada Nacional 99 (em sueco: Riksväg 99) é uma estrada nacional sueca com uma extensão de 367 km, que atravessa as províncias históricas de Norrbotten e da Lapónia, ligando as cidades de Haparanda e Karesuando. Passa pelas localidades de Övertorneå e Pajala.